# Sunchai Chaolaokhwan
Sunchai Chaolaokhwan (thailändisch สัญชัย ชาวเลาขวัญ, * 13. März 2000) ist ein thailändischer Fußballspieler.

## Karriere
Sunchai Chaolaokhwan stand bis Saisonende 2020/21 beim Pathumthani University FC unter Vertrag. Der Verein aus Ayutthaya spielte in der dritten Liga, der Thai League 3. Hier trat er mit dem Verein in der Western Region an. Zu Saisonbeginn 2021/22 unterschrieb er in Nakhon Pathom einen Vertrag beim Zweitligisten Nakhon Pathom United FC. Sein Zweitligadebüt gab Sanchai Chaolaokwan am 3. September 2021 (1. Spieltag) im Auswärtsspiel gegen den Trat FC. Hier wurde er in der 87. Minute für den Japaner Kenzō Nambu eingewechselt. Das Spiel gewann Trat mit 2:0. Am Ende der Saison 2022/23 feierte er mit Nakhon Pathom die Meisterschaft und den Aufstieg in die erste Liga. Am Ende der Saison 2024/25 belegte er mit Nakhon Pathom den vorletzten Tabellenplatz und musste somit in die zweite Liga absteigen.

## Erfolge
Nakhon Pathom United FC
- Thailändischer Zweitligameister: 2022/23  ▲